# 美脉琼楠
美脉琼楠（学名：Beilschmiedia delicata）为樟科琼楠属下的一个种。

## 扩展阅读
維基物種上的相關：美脉琼楠